# Samorost 2
Samorost 2, seguito di Samorost è un'avventura grafica punta e clicca sviluppata da Amanita Design. Il gioco narra le avventure di uno gnomo e del suo cane, rapito dagli alieni.

## Modalità di gioco
Come il predecessore, Samorost 2 si controlla unicamente con il tasto sinistro del mouse, con il quale è possibile interagire sia direttamente che indirettamente con vari elementi dell'ambiente e personaggi.

## Colonna sonora
La colonna sonora è stata composta da Tomáš Dvořák per Amanita Design.